# Kanton Tonneins
Kanton Tonneins (francouzsky Canton de Tonneins) je francouzský kanton v departementu Lot-et-Garonne v regionu Akvitánie. Tvoří ho pět obcí.

## Obce kantonu
- Clairac
- Fauillet
- Lafitte-sur-Lot
- Tonneins
- Varès